# Octotoma championi
Octotoma championi är en skalbaggsart som beskrevs av Joseph Sugar Baly 1886. Octotoma championi ingår i släktet Octotoma och familjen bladbaggar. Inga underarter finns listade i Catalogue of Life.